# Induktion (Biologie)
Als Induktion bezeichnet man die Einleitung eines entwicklungsphysiologischen Vorgangs. Sie ist in der Embryonalentwicklung ein wichtiger Faktor für die Differenzierung und Determination eines Keims (Embryo). 

## Embryonale und hormonelle Induktion
Auslöser für die Induktion ist eine morphogenetische Bewegung, die die Zellstrukturen in eine andere chemische oder physikalische Umgebung bringt. Dabei kommen sie mit dem Signal des Induktors (Signalgeber) in Kontakt und differenzieren sich unter seinem Einfluss in ganz spezifischer Weise. Hierbei gibt es verschiedene Möglichkeiten. Bei einem engen Kontakt zwischen Zelle und Induktor spricht man von einer embryonalen Induktion. Dazu sind spezielle Rezeptormoleküle auf der Zelloberfläche erforderlich. Induktion kann auch durch weiter reichende chemische Signale des Induktors ausgelöst werden. Dies nennt man dann hormonelle Induktion. Es besteht auch die Möglichkeit, dass gleiche Induktoren zu verschiedenen Induktionsvorgängen führen. Dies liegt an unterschiedlichen Kompetenzen der Zelle. 
Beispiel: Unken-Epidermis bildet mit einem Induktor Unkenmund-Strukturen, wobei Molch-Epidermis mit dem gleichen Induktor Molchmund-Strukturen ausbildet. Auch unterschiedliche Konzentrationen des Induktors können zu verschiedenen Induktionsvorgängen führen.
Beispiel: Bei der Kaulquappe führt ein Induktor in der Schwanzregion zu einem Abbau, in der Beinregion zu einem Aufbau und in der Augenregion zu einem Umbau von Zellstrukturen aufgrund verschiedener Konzentration des Induktors. 
Induktion ist die durch den Induktor hervorgerufene spezifische Differenzierung eines Keims. Der genetische Code wird von der Zelle in einer vom Induktor gesteuerten Weise umgesetzt und nutzbar gemacht (Genexpression).

## Geschichte
Das Phänomen der Induktion wurde bei der Erforschung der Determination der verschiedenen Keimblätter entdeckt. Man wollte herausfinden, ob sich alle Keimblätter zur gleichen Zeit determinieren. Hierfür nahm man ein Stück präsumtives Chorda-Mesoderm-Gewebe und setzte es in ein anderes Keimblatt (Ektoderm) (Transplantationsversuch) bzw. zwischen zwei Keimblätter (Einsteckversuch). Dabei stellte man fest, dass sich aus dem Chordamesodermgewebe nicht nur Chorda bildete, sondern „zusätzlich“ noch weitere Zellstrukturen in der Umgebung beeinflusst wurden. Aus dem Keim bildete sich ein siamesischer Zwilling mit zwei Chordas. Das Chordamesodermgewebe war also schon determiniert. Durch Induktion wurde das Nachbargewebe zu Chorda-Gewebe differenziert:

## Induktionskette
Bei einer Induktionskette laufen mehrere Induktionen hintereinander ab, wobei zuerst induziertes Gewebe wiederum selbst Induktionsfähigkeit entwickelt und somit als Induktor für das nächste Glied in der Kette fungiert.